# Mesquite Creek
Mesquite Creek ist ein Census-designated place im Mohave County im US-Bundesstaat Arizona. Das U.S. Census Bureau hat bei der Volkszählung 2020 eine Einwohnerzahl von 403 auf einer Fläche von 1,6 km² ermittelt. Die Bevölkerungsdichte liegt bei 269 Einwohnern pro km². 
Westlich von Mesquite Creek verläuft die Arizona State Route 95.